# Reserva Marina de Dar es Salaam
Reserva Marina de Dar es Salaam o El Sistema de Reserva Marina de Dar es Salaam (DMRS) es una reserva marina de vida silvestre en Tanzania, situada a unos 20 km al norte de Dar es Salaam. El sistema de reserva consiste en cuatro islas deshabitadas llamadas Bongoyo, Mbudya, Pangavini y Yasini Fungu y proporciona protección para varios ecosistemas tropicales importantes, los arrecifes de coral, manglares y praderas de pastos marinos.
La gestión de la reserva se rige por el Consejo de Administración de Parques Marinos y Reservas, que es el custodio y supervisor de las Reservas Marinas Protegidas en Tanzania.
La Reserva Marina de Dar es Salaam se estableció en la Ley de Pesca de 1970, siendo en 1998 trasladada a los parques y reservas marinas (MPR), mediante la Ley Núm. 29 de 1994.